# Marie-Anne d'Autriche (1804-1858)
Pour les articles homonymes, voir Marie-Anne d’Autriche.
Marie-Anne-Françoise-Thérèse-Josèphe-Médarde d'Autriche, née à Vienne, le 8 juin 1804 et  décédée à Baden, près de Vienne le 28 décembre 1858, est une archiduchesse d'Autriche. Elle est la fille de l'empereur François II du Saint-Empire et de sa deuxième épouse Marie-Thérèse de Bourbon-Naples.

## Biographie
Marie-Anne est née le 8 juin 1804 au palais impérial de Hofburg à Vienne. En tant que fille de l'empereur des Romains, elle est née avec le titre d'archiduchesse d'Autriche (Ihre Königliche Hoheit Erzherzogin von Österreich).
Elle était la dixième enfant née de ses parents. Sa mère, Marie-Thérèse, est décédée après avoir donné naissance à sa sœur Amalie en 1807.
Il semble qu'elle ait été handicapée mentale, comme son frère aîné Ferdinand, et qu'elle a le visage déformé. Aussi pour lui donner un état, son père l'a nommée abbesse d'un chapitre de dames nobles.
Après avoir vécu au château de Schönbrunn, elle fut transférée en 1835, à l'âge de 31 ans, au château de Hetzendorf, où elle a passé le reste de sa vie, et où elle est décédée le 28 décembre 1858.
Elle est enterrée dans la crypte des Capucins et plus précisément dans la crypte Ferdinand (Ferdinandsgruft).